# Hårborttagning
Hårborttagning är ett samlingsnamn på olika metoder för att tillfälligt eller permanent ta bort oönskad hårväxt från människokroppen. Hårborttagning kan ha tillfällig eller permanent effekt beroende på om det är hårstrået eller hårsäcken som avlägsnas eller förstörs. Hårborttagning kan utföras av estetiska, praktiska eller medicinska skäl.
Metoderna för hårborttagning kan delas in i två kategorier: depilering och epilering. Depilering innebär att den del av hårstrået som befinner sig ovanför huden kapas, medan epilering innebär att hela håret ner till roten tas bort.

## Historik
Nästan alla kulturer har ägnat sig åt någon form av hårborttagning. Hårborttagning har gjorts av religiösa, medicinska, estetiska eller praktiska skäl. Buddhistmunkar och andra religiösa grupper har rakat huvudet för att visa sin hängivenhet och för att hedra traditionerna. Män har i alla tider i varierande utsträckning rakat eller trimmat sitt ansiktshår av estetiska eller kulturella skäl. Inom det militära har hårborttagning länge varit ett tvång och hårborttagning har använts som bestraffning.

## Metoder/hjälpmedel

### Rakning
Vid rakning skärs hårstrået av nära hudytan med en rakhyvel, rakkniv eller rakapparat. Rakning ger ett kortvarigt resultat; beroende på vilken typ av hår som rakats av kan stubben bli synlig redan inom ett till ett par dygn. Rakning är en vanlig metod för att avlägsna skäggväxt. Rakning av den kroppsdel som ska behandlas utförs även före operationer. Rakning av könshåret kallas intimrakning.

### Kemiska medel
Det finns särskilda krämer som när de kommer i kontakt med hår kemiskt löser upp hårstråna, som sedan skrapas bort med en spatel, sköljs eller torkas bort. Effekten av en hårborttagningskräm håller vanligen i sig från en till tre veckor.

### Vaxning
Vid vaxning anbringas varmt vax eller någon liknande massa på huden. När vaxet kallnat och stelnat avlägsnas det med ett kraftigt ryck varvid håret följer med med rötterna. Vaxning ger ett långvarigare resultat än rakning, men efter omkring två till fyra veckor har håret blivit synligt igen. Vaxning är en vanlig metod för att avlägsna hår från större hudpartier, exempelvis underbenen. Vaxning av pubesområdet kallas ibland brasiliansk vaxning. Den brasilianska vaxningen innebär ofta att allt hår avlägsnas, ibland med en liten noggrant formad remsa kvar.

### Sockring
Sockring, även känd som sockervaxning, persisk vaxning eller orientalisk vaxning, använder samma metodik som vaxning. Man applicerar här en blandning av socker, citronsyra och vatten, som därefter dras bort med hår och döda hudceller som fastnat i sockerblandningen.

### Plockning
Enstaka hårstrån kan plockas ett och ett med hjälp av en pincett. Plockning är en relativt smärtsam men vanlig metod för att reducera och forma ögonbryn. Även hårväxt i näsa och öron avlägsnas ibland med hjälp av pincett.

### Epilator
Man kan använda epilatorer som är elektriska apparater som drar upp hårstrån med rötterna. En bra epilator kan rycka ut hårstrån som är kortare än 1 millimeter. Det kan dock vara smärtsamt för en del och tar längre tid än vaxning. En del brukar därför vaxa först och sedan använda epilatorn för att ta bort håret när det kommer tillbaka.

### Threading
Threading är en hårborttagningsmetod från Asien som tros härstamma från Indien för att sedan ha spridits till Mellanöstern och Afrika. Metoden innebär att en tvinnad bomullstråd rullas över huden och drar med sig hårstråna med roten. Eftersom snöret är rakt kan man åstadkomma perfekta linjer och threading har därför blivit ett populärt alternativ till pincett eller vaxning vid plockning och formning av ögonbryn. Håren behöver inte vara särskilt långa för att man ska kunna ta bort dem - det räcker med 1,5 millimeter.

### Spiral
Spiralen är en ny metod som använder sig av samma princip som threading. Spiralen rullas över huden och, i likhet med den tvinnade tråden som användes vid threading, rycker den tvinnade spiralen med sig hårstråna. Metoden rekommenderas för de tunna strån som finns i ansiktet, men inte grövre hårväxt, som till exempel ögonbryn eller under armarna.

### Laserbehandling
Olika typer av laser och ultraviolett ljus används i syfte att permanent ta bort hår. Förespråkarna för dessa metoder menar att hårsäckarna förstörs permanent och att ny hårväxt på samma plats därmed omöjliggörs. Detta görs i omgångar. Hårsäcken är nämligen vilande i perioder och därför görs permanent hårborttagning flera gånger på samma område. Resultatet är inte 100% och därför är hårreducering mer passande.

### Elektrolys
Elektrolys har använts för hårborttagning i över 130 år i USA. Varje enskild hårsäck utsätts då för en elektrisk stöt via en nål som förs in och med svag likström förstör de celler som låter håret växa ut. Metoden är långsam eftersom varje hårstrå måste behandlas enskilt och nålen dessutom måste sitta i ett par minuter.